# Världsmästerskapen i skidskytte 1966
De sjunde världsmästerskapen i skidskytte  genomfördes 1966 i Garmisch-Partenkirchen i Västtyskland.
Från och med detta år var stafetten en officiell disciplin och följaktligen utdelades medaljer. Samtidigt ändrades stafetten till att åkas över 4 x 7,5 km.
Till och med 1983 anordnades världsmästerskap i skidskytte endast för herrar.

## Resultat

### Distans herrar 20 km
| Placering | Tävlande                | Land          | Tid       |
| --------- | ----------------------- | ------------- | --------- |
| 1         | Jon Istad               | Norge         | 1:38.21,8 |
| 2         | Józef Gąsienica Sobczak | Polen         | 1:39.19,9 |
| 3         | Vladimir Gundarzev      | Sovjetunionen | 1:39.53,6 |

### Stafett herrar 4 x 7,5 km
| Placering | Land    | Tävlande                                                                          | Tid       |
| --------- | ------- | --------------------------------------------------------------------------------- | --------- |
| 1         | Norge   | Jon Istad, Ragnar Tveiten, Ivar Norkild, Olav Jordet                              | 2:19.53,8 |
| 2         | Polen   | Józef Gąsienica Sobczak, Stanisław Szczepaniak, Stanisław Łukaszczyk, Józef Rubiś | 2:24.03,8 |
| 3         | Sverige | Olle Petrusson, Tore Eriksson, Holmfrid Olsson, Sture Ohlin                       | 2:25.38,8 |

## Medaljfördelning
| Plats | Land          | Guld | Silver | Brons | Totalt |
| ----- | ------------- | ---- | ------ | ----- | ------ |
| 1     | Norge         | 2    | 0      | 0     | 2      |
| 2     | Polen         | 0    | 2      | 0     | 2      |
| 3     | Sverige       | 0    | 0      | 1     | 1      |
|       | Sovjetunionen | 0    | 0      | 1     | 1      |